# Sprötau
Sprötau é um município da Alemanha localizado no distrito de Sömmerda, estado da Turíngia.
Pertence ao Verwaltungsgemeinschaft de An der Marke.